# SJ X2
SJ X2는 스웨덴 칼마르 베르크스타드와 ASEA(이후 ABB)에서 1989년부터 1998년까지 제작한 고속 열차이다. 틸팅 기술을 사용하여 타 차량에 비해서 곡선 성능이 좋다. 영업 최고 속도는 시속 200km이며, 시험 운행 시 시속 276km까지 속도를 낼 수 있었다. 전동차처럼 보일 수 있으나, 실제로는 맨 뒤에 기관차가 달려 있고 푸시-풀 운전을 한다.
스웨덴의 SJ 2000 서비스에 사용된다. X2를 기반으로 한 전동차는 노르웨이 BM71, BM73 형식으로 운행되고 있으며, 미국 앰트랙에서 1992-1993년까지 임대한 적이 있었다.

## 역사와 개발
1960년대 초반부터 스웨덴 철도에서는 고속 열차를 생각하고 있었다. Rc 기관차는 최고 시속 160km까지 낼 수 있었으나 대개의 경우 시속 130km으로 운행했다. 비슷한 시기에, 독일과 프랑스에서는 시속 200km급 기관차가 개발되기 시작했다. 스웨덴의 선로에는 곡선이 많기 때문에 초기부터 틸팅 열차를 연구하였다.
1972년 영국에서 시도했던 APT-P(Advanced Passenger Train - Prototype)에는 틸팅 기능이 있었으나, 이 프로젝트는 끝내 실패하였다. 이후 이 프로젝트의 유산은 이탈리아로 넘어가서 1985년 펜돌리노로 재탄생한다. 비슷한 시기 스웨덴에서는 X1 통근형 전동차에 틸팅 객차를 연결시켜 보았고, 고속 시험을 위하여 X15를 개발하였다. X15를 개발하면서 익힌 기술은 X2의 기반이 되었다. 1986년 최초 X2 편성이 반입되었으며, 액압식 틸팅을 사용하였다. 상업 운행은 1986년 8월에 시작하였다.
1990년부터 스톡홀름-예테보리 간을 운행하기 시작하였다. 5량 1편성의 가격은 약 1억 3천만 크로나였다. 대부분 구성품은 칼마르에서 제작되었고, 전장품은 베스테로스에서 제작되었다. 객차는 스팟 용접을 사용한 스테인리스 스틸로 만들어졌다. 당시 독일과 프랑스에서 사용하였던 스테인리스 객차는 X2만큼 단단하지 않았다. X2의 객차는 충격 에너지를 잘 흡수할만큼 단단했고, 부식 문제의 영향을 적게 받았다. 이 기술은 C20, 외레순드토그, 봄바르디에 레지나에 사용된다. 1950년대부터 식당차에 도입되었던 객실 냉난방이 전 차량에 도입되었다.
X 2000 서비스가 시작되면서 기존의 고속 서비스 시티 익스프레스가 퇴역하였다. 스톡홀름-예테보리 간 운행 시간도 3시간 50분에서 3시간 20분으로 단축되었다. 1995년 그뢰딩게 선이 개통되면서 10분 더 단축되었다. X2 열차에는 1등석만 있었고, 무료로 식사, 전화, 팩스를 사용할 수 있었기 때문에 매우 요금이 비쌌다. 1995년부터 말뫼 등지로 운행하기 시작하면서 2등석이 도입되었다.

## 기술
1960년대 스웨덴 열차에 비해서 다음 점이 발전하였다.
- 최고 속도 25% 증가 (160km/h -> 200km/h)
- 곡선부 속도 최대 15% 증가
- 전 객차 냉난방 도입
- 동역학적 설계
- 무도장 스테인리스 객차

고속 주행을 위해서 ASEA에서 엔진과 대차를 새로 개발하였다. 과거에 사용된 블록 제동은 디스크 제동과 비상용 자기제동으로 대체되었다. 곡선부 주행 저항을 줄이기 위하여 대차에 고무 패드를 사용하였고, 진동 감쇠 효과도 있다. 주행 저항이 줄어들어서 곡선부 속도를 향상시킬 수 있었다. Rc2/Rc3 기관차에 비해서 축중은 10% 정도만 증가하였다. 815kW 전동기 4개를 사용하였고, 연속 최대 출력은 3200 kW이다.
한쪽에는 기관차, 한쪽에는 제어 객차가 달려 있어서 전동차처럼 반복 운행이 가능하다. 운전 중 틸팅을 초기화하기 위해서 가끔씩 틸팅을 사용하지 않고 직선 구간을 통과할 필요가 있다.
2005년 X2 증속 연구가 진행되었다. 시속 220km 증속은 가능하지만 비싼 고출력 전동기로 교체될 필요가 있다. 시속 250km 증속은 이보다 더 많은 수정이 필요하다. 아직까지 일부 선로 최고 허용 속도는 200km/h이며, 선로 개량은 2015년까지 이뤄질 것이다. 그 때가 되면 레지나 인터시티와 같은 더 빠른 열차를 도입할 것이기 때문에 X2를 개조할 계획은 없다.

### 최고 속도
설계 최고 속도는 210km/h이며, 영업 최고 속도는 200km/h이다. 1993년 7월 21일 바르베리-팔켄베리에서 고속 시험이 이루어졌다. 시험 편성은 두 대의 동력차(X2 2016, 2017)를 사용하였고, 중간에 객차 3량을 연결하였다. 영업 운전 시에는 동력차를 한 대만 사용한다. ATC 비상 제동 때문에 속도 한계를 높인 특수 버전 ATC-2를 사용하였다. 시험 운행에서 얻은 최고 속도는 시속 276km이다.

## 수출
1990년대에 일부 국가에서 X2 수입 가능성을 보여 왔으며, ABB에서는 미국 앰트랙, 독일 DB, 노르웨이 NSB, 오스트레일리아 컨추리링크, 중국 등에 열차를 대여하였다. 1993년 앰트랙에서는 노스이스트 코리더 구간에 X2를 시험 운행했으며, 알래스카와 하와이를 제외한 48개 주 주요 역을 순환 운행한 적이 있었다. 캐나다에도 잠깐 다녀간 적이 있었다.
1995년 오스트레일리아 뉴사우스웨일스 주의 지역 철도 회사 컨추리링크에서 운전 객차, 식당차, 1등석 객차로 이뤄진 3량 편성을 임대하였다. 이 편성은 객차와 연결을 위해 수정된 XPT 기관차 2대(XP2000, XP2009)에 연결되어 1995년 4월 23일부터 6월 18일까지 운행되었다.
실제 수출로 이어진 물량은 1998년 중국 광셴 철도 1편성 뿐이다. 1998년부터 2007년까지 광저우-홍콩 간을 운행하다가 2007년 8월 쓰촨성으로 이동하였다. 2008년 쓰촨 성 대지진 이후로 파괴된 철도망을 복구하는 비용 때문에 열차를 관리할 수 없어서 2008년 12월 광저우로 열차를 다시 이동하였다. SJ에서 이 열차를 다시 구입하여 스웨덴으로 역수입되었다.
노르웨이에서는 오슬로 공항을 위한 BM71과 인터시티 서비스를 위한 BM73을 수입하였다. 이들 열차는 X2 기반으로 제작되었지만, 동력 분산형을 사용하였다. BM71은 틸팅 기능이 제외되었다. 노르웨이 스트뢰멘에서 1997-2000년에 제작하였다.

## 같이 보기
- SJ 2000